# 世紀金花
世紀金花商業控股有限公司，簡稱世紀金花商業控股、世紀金花商業，以及世紀金花（英語：Century Ginwa Retail Holdings Limited，港交所：0162），是在2011年2月28日，由前身為中國金展控股有限公司更名而設，現時在中國西北地區經營百貨購物中心。
現時董事會主席為吳一堅。业务发展地區包括：陕西、宁夏、新疆等地。

## 歷史
- 一木國際控股有限公司於1995年成立，2000年10月23日於香港交易所主板上市。
- 2004年6月15日，更名為中國金展控股有限公司。
- 營運權時限在2007年終止，被金花企業（集團）股份有限公司創辦人吴一坚收購，在2011年2月28日更名為世紀金花商業控股有限公司。

## 連結
- 集团官网 （页面存档备份，存于）
- CGRH.com.hk （页面存档备份，存于）